# Heinrich Wagner (Manager)
Heinrich Wagner (* 23. August 1899 in Saarbrücken; † 15. Januar 1953) war von 1952 bis 1953 Vorstandsvorsitzender der Daimler-Benz AG.

## Biografie
Heinrich Wagner begann am 1. Oktober 1922 seine Karriere in der Automobilindustrie als Mitarbeiter der Adam Opel KG in Rüsselsheim. Er war unter anderem Betriebsleiter verschiedener Abteilungen und technischer Werksdirektor. Im Jahr 1938 wurde er bei Opel in den Vorstand berufen und am 15. November 1939 folgte der Vorstandsvorsitz, den er am 29. April 1941 auf Veranlassung durch den NSDAP-Gauleiter Jakob Sprenger wieder abgeben musste. Wagner war ab dem 1. April 1940 Mitglied der NSDAP und im Zweiten Weltkrieg unter anderem als Betriebsführer und Wehrwirtschaftsführer für die Umstellung der Firma Opel auf Kriegsproduktion zuständig.
Aufgrund eines Entnazifizierungsverfahren musste Wagner am 22. Oktober 1945 seinen Vorstandsposten niederlegen. Im Spruchkammerverfahren wurde er am 29. Oktober 1947 als Mitläufer eingestuft und zur Zahlung von 2000 RM in einen Wiedergutmachungsfonds verurteilt. Im Jahr 1948 folgte die Berufung in den Vorstand der Daimler-Benz AG, verbunden mit der Leitung der Werke in Mannheim und Gaggenau, bevor er 1952 als Vorstandsvorsitzender Nachfolger des verstorbenen Wilhelm Haspel wurde.